# Les Bordes (Indre)
Les Bordes é uma comuna francesa na região administrativa do Centro, no departamento de Indre. Estende-se por uma área de 16,3 km². Em 2010 a comuna tinha 913 habitantes (densidade: 56 hab./km²).